# Скорик Павло Григорович
Павло Григорович Скорик (нар. 19 листопада 1951, Миколаївка) — український поет, громадський діяч у Сумах. У юності — наймолодший з сумського кола українських дисидентів: Анатолія Семенюти, Миколи Данька, Генадія Петрова.
Полковник МВС України (у відставці).

## Життєпис
За словами Павла Скорика, його мати в дитинстві багато читала Шевченка, знала майже на пам'ять «Кобзар». Саме з дошкільного віку з'явилася любов до поезії, тоді й почалися перші проби віршування.
Восьмирічку закінчив у селі Миколаївка, далі — сумська школа № 1. За словами Павла Григоровича, до цієї школи зазвичай вступали учні із сіл, або ті, кого не брали до 9-го класу у своїй школі.
Поселився на дешевій квартирі. Сусіди — студенти, теж із сіл, здебільшого після армії. На квартирі постійні пиятики. Павло почав погано навчатися. До того ж старші хлопці схиляли до крадіжок у магазинах. Одного разу намовили вкрасти консерви.
| Я взяв консерви із пелюстків троянд, хоча хлопці просили рибні, та мені хотілося спробувати цього варення. Я засунув банку за пояс, це побачив якийсь літній чоловік в окулярах, потім угледів, що я не збираюся за них платити на касі. Підійшов і питає: "У тебе грошей немає?" Розрахувався за мої консерви, а потім поза магазином почав мене вичитувати. Я у той же день з’їхав з тієї квартири |.
На новій квартирі оселився разом з молодим поетом із Косівщини, майбутнім дипломатом Віталієм Крикуненком, з яким почав вивчати теорію літератури. Крикуненко повів Павла на засідання обласної літературної студії при газеті «Ленінська правда», де зустрів того самого чоловіка, який соромив його за вкрадені консерви — то був відомий літературознавець Микола Мінаков. Побачивши його Павло хотів піти, та Микола Пилипович затримав. Тут же в студії познайомився з Анатолієм Семенютою, Миколою Даньком, Геннадієм Петровим.
Після школи поступав до Сумського педагогічного інституту, та не здав іспит з німецької мови. Пішов працювати робітником сцени до Сумського театру. Наступного року вступив до педінституту на філологічний факультет української мови і літератури. Співкурсники і педагоги намовляли перейти на російське відділення. Павло Скорик вважає, що це робилося заплановано, якщо приходила творча людина і яка писала українською мовою, робилося все, аби така людина починала писати російською.
По закінченню інституту потрапив на розподіл у Путивль, та незабаром розрахувався і повернувся в Суми, деякий час працював у газеті «Червоний промінь». Згодом пішов працювати вчителем у школі с. Сіробабине (Лебединщина). Коли прийшла повістка в армію, з'ясувалося, що він не підпадає мобілізації, бо сільські вчителі не підлягали призову. Та у військоматі добився аби взяли до армії, бо хотілося побачити світ.
Після армії прийшов знову працювати до школи в Сіробабине. Через певний час почав вчителювати у рідному селі — Миколаївці, де працював Анатолій Семенюта, який на той час вже зазнав репресії від влади і практично припинив писати. З приходом Павла ніби ожив, знову взявся за перо, та тут же почався «пресинг» з боку КГБ.
Павло Скорик згадує:
| Одного разу Анатолій каже: "Тікай Пашо, бо двох нас доб’ють" |.
Семенюта запропонував Павлу піти працювати до міліції, бо, по-перше — відстануть КГБ, по-друге  — дадуть квартиру. Прийняли на роботу до міліції, де він тривалий час працював в інспекції у справах неповнолітніх. Пішов на пенсію у званні підполковника на початку 1990-х років. Хоча мав можливість і далі працювати, та за словами Павла Скорика:
| На той час до міліції почали приходити, так звані, «донецькі». Які з собою принесли елемент корупції |.

### Творчий доробок
Перша поетична збірка мала побачити світ ще на початку 1980-х років, колеги і редакційна колегія пропонували виключити із збірки лише кілька віршів, через які б автор міг постраждати. Наприклад рядки із вірша «Балада знаків»
Та може бути й так: 
Під час подій батальних
Впаде закличний знак 
І поведе питальний 
Та Павло Скорик зайняв принципову позицію нічого із збірки не виключати. Перша книжка «Щем» побачила світ лише 2004. Готується друга.
Завдяки Павлу Скорику посмертно видано збірку поезій Анатолія Семенюти «Борг».